# White arkitekter

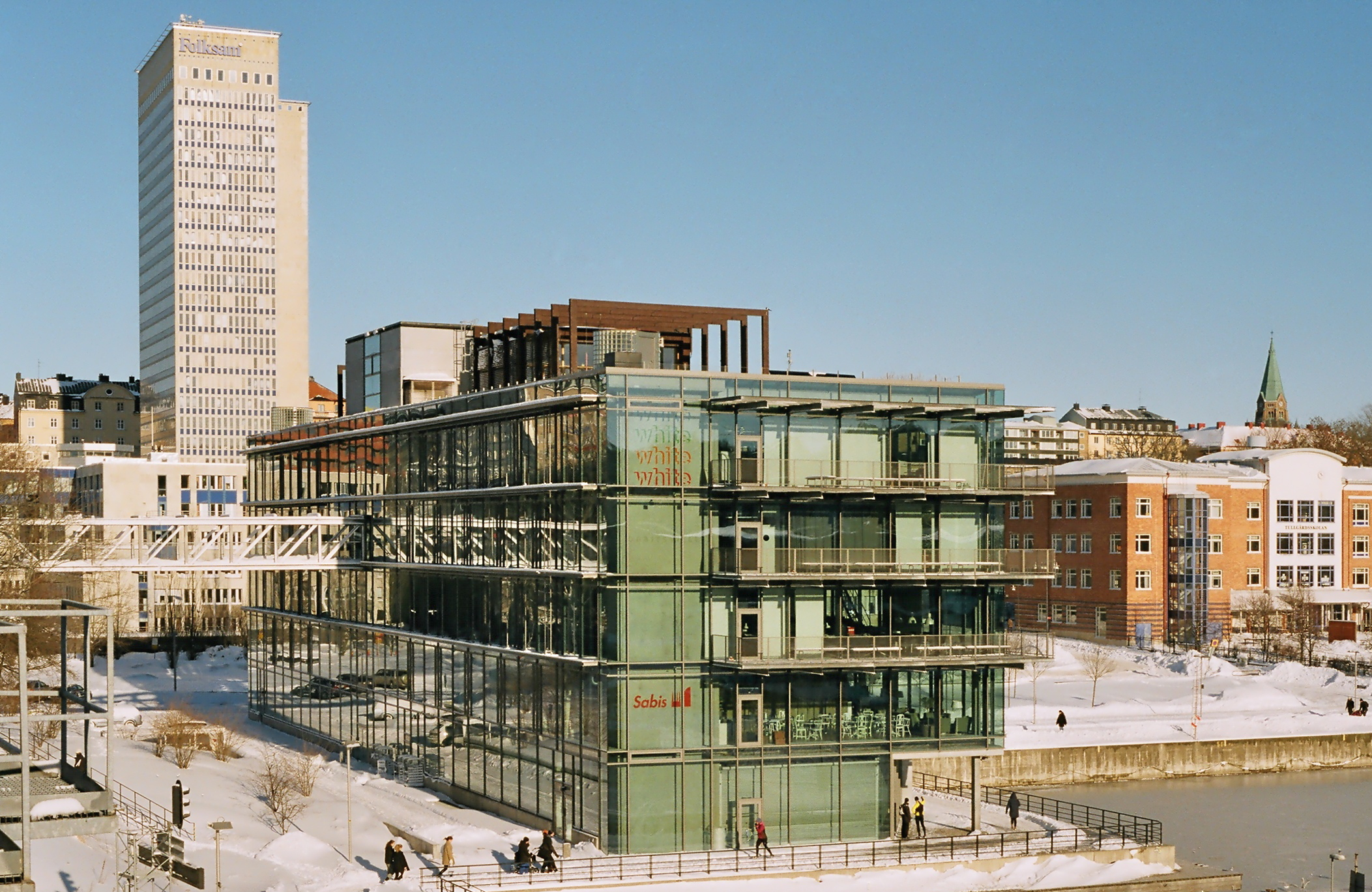
White arkitekters Stockholmskontor som belönades med Kasper Salin-priset 2003

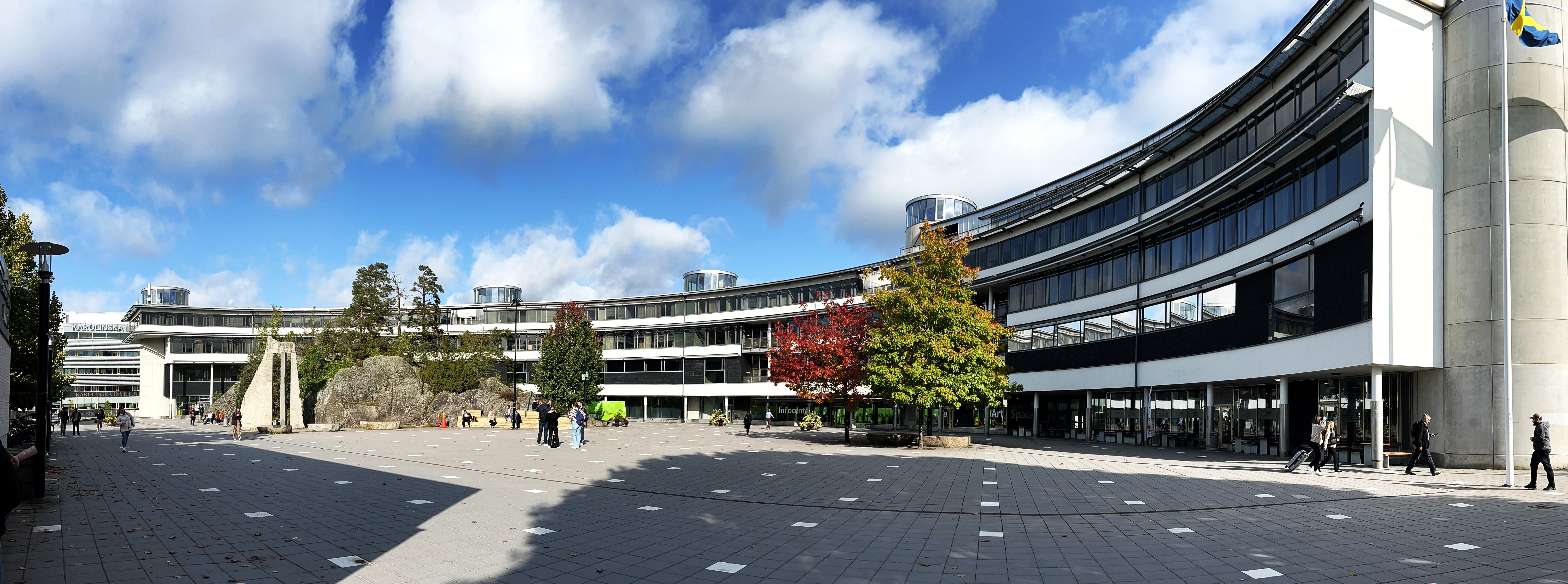
Södertörns högskolas huvudbyggnad Moas båge, som belönades med Betongvaruindustrins utemiljöpris och Stockholms Läns Hembygdsförbunds byggnadspris 2003

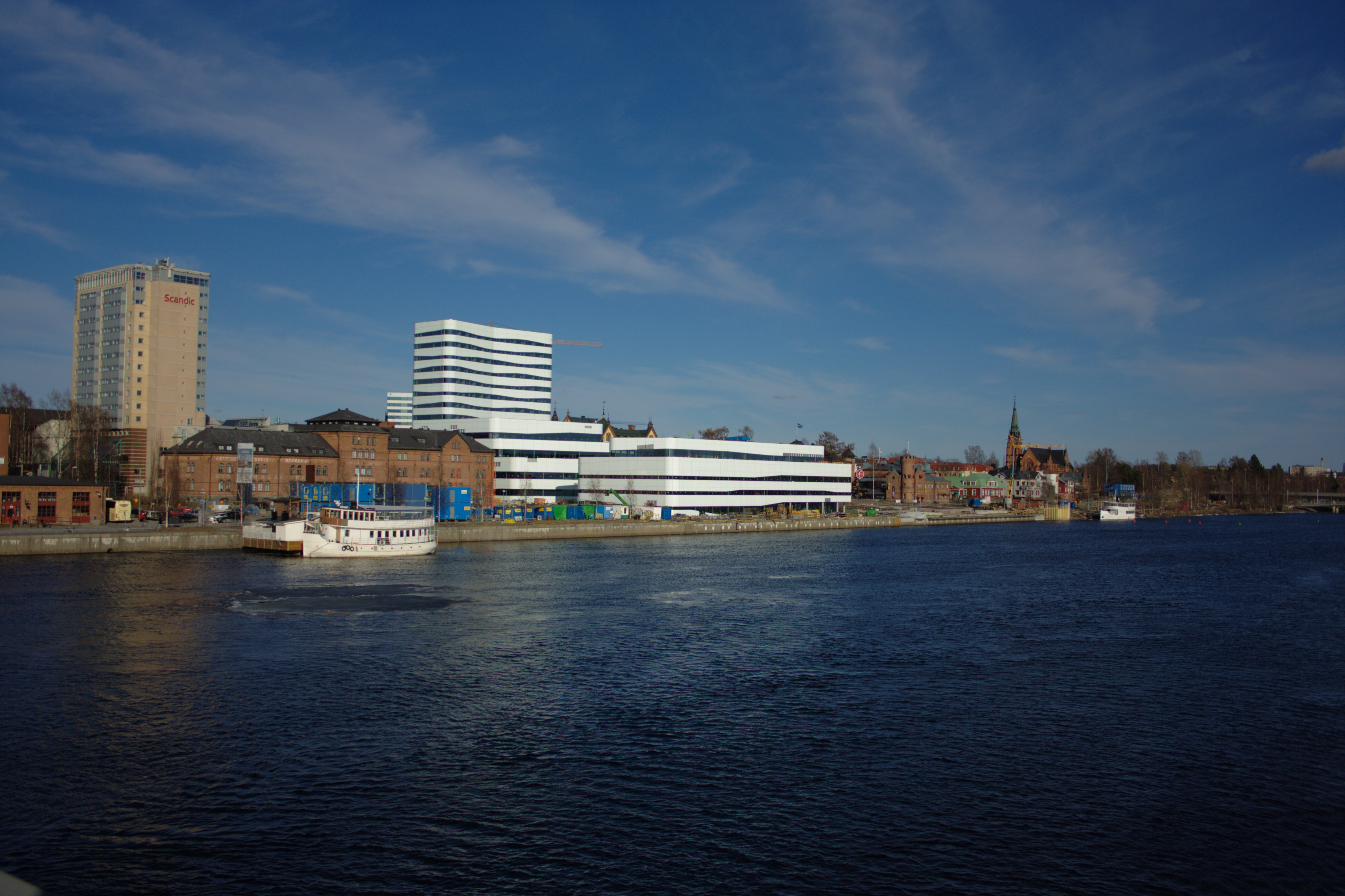
Kulturhuset Väven i Umeå som belönades med Kasper Salin-priset 2014

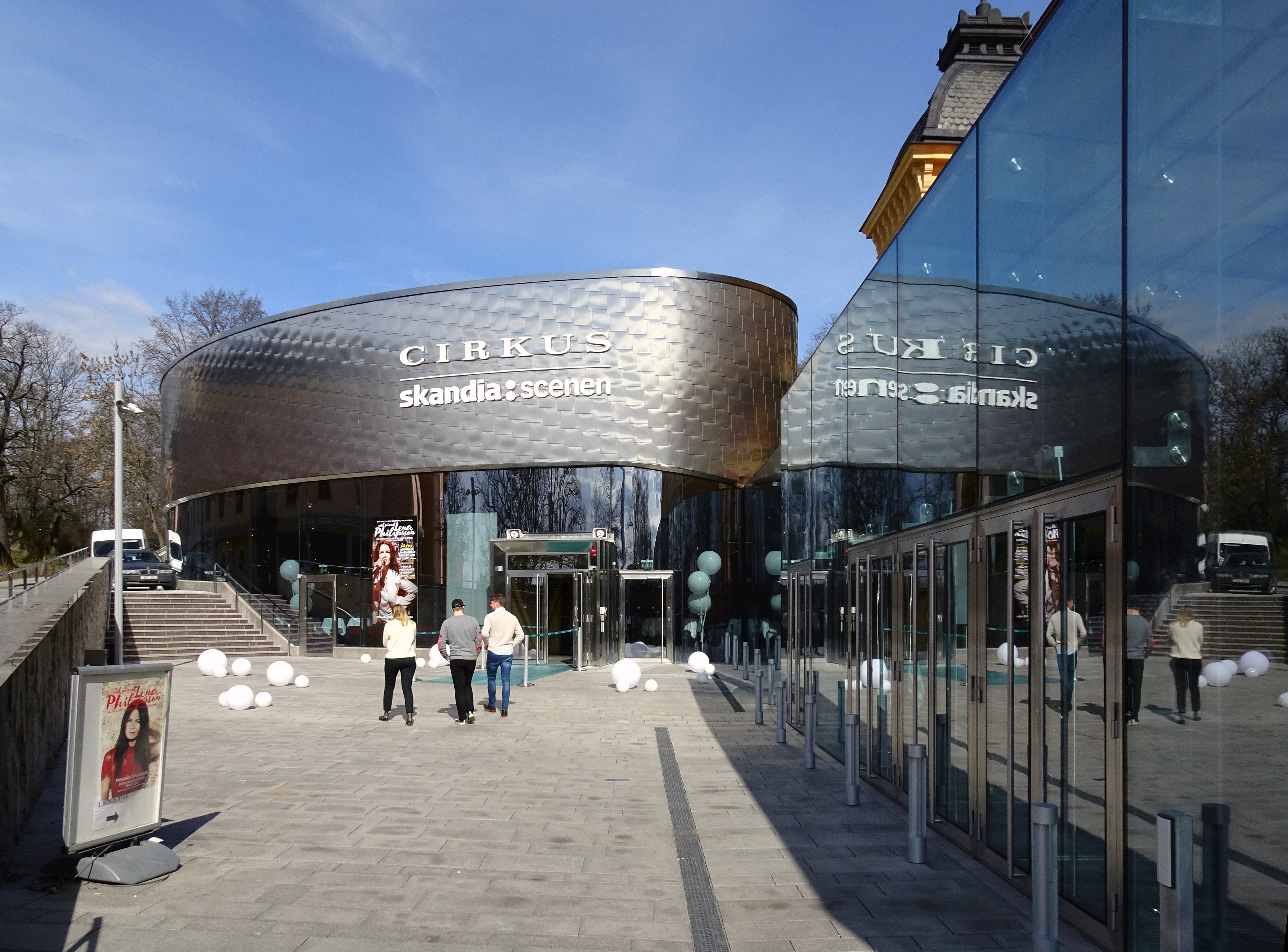
Skandiascenen, Stockholm

White arkitekter är en svensk arkitektbyrå, som är Skandinaviens största arkitektkontor med knappt 800 medarbetare. Huvudkontoret ligger i Göteborg, och det finns 14 kontor i Sverige, Norge, Storbritannien och Tyskland.
White har i Sverige etablerat sig i Stockholm, Malmö, Halmstad, Linköping, Örebro, Uppsala, Umeå och Västerås, samt utomlands i London, Oslo, Stuttgart, Kanada och Östafrika. Företaget är medarbetarägt och över 600 av medarbetarna är aktieägare varav omkring 130 är partners.

## Historik
Sidney White och Per-Axel Ekholm arbetade båda på Göteborgs Stads stadsplanekontor i slutet av 1940-talet under Tage William-Olssons chefskap. De deltog samtidigt i arkitekturtävlingar och vann 1947 tävlingen om nytt stadshus i Hässleholm. 1951 vann de tävlingen om nytt kommunalhus i Ovansjö vilket ledde fram till bildandet av det egna arkitektkontoret. Verksamheten låg då på Drottninggatan 5 i Göteborg.
År 1950 anordnades en arkitekttävling för att bestämma hur Baronbackarna i Örebro skulle se ut, vilken blev en tidig framgång för White, som vann med förslaget "Du får leka på våran gård". Det innehöll ett nytt koncept, där barnfamiljens behov stod i centrum, med bilfria innergårdar och närhet till skolor och affärer. Baronbackarna blev känt för införandet av "allrummet" som var ett försök att bättre utnyttja de knappa bostadsytorna. Det fanns flera experimentlägenheter som även visades möblerade för blivande hyresgäster. Det blev en viktig milstolpe i svenskt bostadsbyggande på grund av sina experimentella och nydanande lösningar.
White och Ekholm grundade Ekholm och White Arkitektkontor AB 1957. Bruno Alm blev delägare i byrån, vilken, efter det att Ekholm utträdit för att starta en egen arkitektbyrå, blev White Arkitekter AB 1959. Senare blev Bruno Alm verkställande direktör 1970–1978. Rune Falk var delägare från 1952 och senare verkställande direktör. Armand Björkman var verksam vid White från 1957 och senare även delägare.
White ritade bland annat bostadsområden i Göteborg och Örebro samt mentalsjukhus i Göteborg. White ritade under miljonprogrammet bostadsområden i Hjällbo (Bergsgårdsgärdet och Sandspåret), Hammarkullen, Gårdsten och Rannebergen i Göteborg. Gunnar Werner och Rune Falk planerade Hjällbo. Stora projekt under 1960- och 1970-talet var bland annat bostadshus i Tynnered, Östra Nordstaden i Göteborg och Angered Centrum i Göteborg. För arbetena med Angered centrum med Blå Stället, Bergsjöplatån, Rannebergen och S:t Jörgens sjukhus prisades White av Per och Alma Olssons fond.

## Verk i urval
- Baronbackarna, 1953–1957, Örebro
- Bostadshus på Briljantgatan, Tynnered, 1965
- Nasirmoskén, Sveriges första moské. Uppförd 1975-1976, Göteborg
- Hotel Gothia Towers, 1984, Göteborg
- Oslo Plaza, 1989, Oslo
- Moas båge, Södertörns högskolas huvudbyggnad, 2002, Flemingsberg. (belönad med Betongvaruindustrins utemiljöpris[7] och Stockholms Läns Hembygdsförbunds byggnadspris 2003)[8]
- Kista Science Tower, 2002, Stockholm
- Katsan, Östgötagatan, egen kontorsbyggnad i Stockholm (belönad med Kasper Salinpriset och Årets Bygge 2003)
- Kastrup Søbad, 2005, Tårnby kommun
- NetPort Science Park, färdigställt 2006, företagspark i Karlshamn (belönad med SAKB stadsbyggnadspris 2006)
- Umeå Östra[9], 2010, Umeå
- Arkitekthögskolan vid Umeå universitet[10], 2011, Umeå
- Stockholm Waterfront, 2011, Stockholm
- Bildmuseet[11], 2012, Umeå
- Southend Pier, 2012, Southend-on-Sea
- Tele2 Arena, 2013, Stockholm
- Väven, 2014, Umeå (belönad med Kasper Salinpriset 2014)
- Nya Karolinska Solna, 2014, Stockholm
- Skandiascenen, 2015, Stockholm
- Täby kommunhus, 2017
- Sara kulturhus, 2021, Skellefteå

## Kritik
Föreningen Arkitekturupproret utsåg år 2020 White Arkitekter till "Sveriges riksförfulare", för att ha "byggt fulast under hela 2010-talet". Deras byggnader har många gånger varit nominerade till Kasper Kalkon-priset, ett antipris för fula nybyggen som anordnas av Arkitekturupproret varje år. White Arkitekter har tilldelats priset två gånger: 2011 för Stockholm Waterfront och 2014 för kulturhuset Väven i Umeå. År 2021 vann White samma tävling i kategorin "årets lögnaktigaste fake view" för Växjö kommunhus. Priset gick till den byggnad vars digitala visionsbild ansågs stämma minst överens med den verkliga byggnaden. Arkitekturupproret kritiserade även Växjö kommunhus för att bygget blev dyrt, och då de ansåg att det är fult samt att det inte passar ihop med den gamla stationsbyggnaden i Växjö.